# 레오나 하이데른
레오나 하이데른(Leona Heidern)은 더 킹 오브 파이터즈 메탈슬러그 XX에 등장하는 군인 캐릭터이다.

## 개요
SNK 게임 "더 킹 오브 파이터즈"와 "메탈슬러그" 시리즈에 나오는 게임 캐릭터이다. 레오나는 가이델의 친딸이며 하이데른의 양녀이다. 가이델이 오로치 팔걸집으로서의 사명을 버리고 평범한 인간으로서 살아가길 원했기 때문에 게닛츠는 그의 딸인 레오나를 각성시켰으나 폭주해버려 가이델을 살해했다.
가이델이 사망한 지 몇 시간 후 하이데른은 가이델을 만나러 찾아왔으나 가이델과 그의 아내가 사망하고 레오나만 온몸에 피투성이가 된 채 하이데른에게 발견되었다. 하이데른은 루갈 번스타인에게 살해당한 친딸 클라라가 생각났으므로 레오나를 양녀로 받아들였다. 그 이후 레오나는 하이데른에 의해 군인으로 성장하게 되었다.
97에서, 레오나는 게닛츠가 자신에게 폭주시켜 가이델을 죽인 것을 오로치의 부활이 가까워지면서 폭주한다. 그러나 쿠사나기 쿄가 레오나를 쓰러뜨리고 폭주가 풀린다.
레오나는 그 이후에도 가끔씩 폭주를 하게 되는데 이 때마다 랄프 존스와 클라크 스틸이 진정시킨다.
MI 시리즈나 그외 시리즈에선 군인이 아닌 영락 없는 여고생 같은 모습으로 나온다.
맥임A에선 충치를 뽑을 때 지른 비명으로 랄프와 클라크가 놀라서 폭주 한줄 알고 달려간적이 있지만, 해맑게 웃는 모습을 보여주었다.

## 같이 보기
- 더 킹 오브 파이터즈